# Кольо Цонев
Кольо Цонев Йорданов (Владо) е български партизанин, офицер, генерал-майор.

## Биография
Роден е на 19 август 1922 г. в ямболското село Недялско. От 1937 г. е член на РМС, а по-късно и на Районния комитет на РМС. От 1943 г. е член на БКП. През 1942 г. става партизанин в партизански отряд №4 и командир на чета в Шеста Ямболска въстаническа оперативна зона. На 3 октомври 1944 г. е назначен за помощник-командир на 3-то артилерийско отделение от втори конен артилерийски полк. През 1969 г. е повишен в звание генерал-майор, като по това време е заместник-командващ първа армия. Награждаван е с орден „За храброст“, IV ст., 2 кл. През 1982 г. е награден с Почетния знак на гр. София.